# Torre de Ayanz
La torre de Ayanz es una fortificación erigida en la localidad española homónima, en el municipio navarro de Lónguida.

## Historia
La edificación habría pertenecido al conde de Ayanz. En el tercer volumen del Diccionario geográfico-estadístico-histórico de España y sus posesiones de Ultramar de Pascual Madoz, en la entrada correspondiente a la localidad de Ayanz, se dice lo siguiente:

Tiene una sola casa ó palacio propio del conde de Ayanz, hoy marqués de Besolla, cuyo edificio de grandes dimensiones y suficiente para crecido número de hab., es obra de mucha solidez, descubriéndose en todas sus esterioridades los blasones del ant. feudalismo; y tiene 1 torre de 70 pies de elevacion con sus correspondientes almenas, y puerta de hierro.
(Madoz, 1846, p. 196)